# Tetrastichus abalosi
Tetrastichus abalosi är en stekelart som beskrevs av Blanchard 1950. Tetrastichus abalosi ingår i släktet Tetrastichus och familjen finglanssteklar. Inga underarter finns listade i Catalogue of Life.